# Earthstorm
Earthstorm è un film del 2006 diretto da Terry Cunningham.
Si tratta di un film di genere fantascientifico-catastrofico con protagonisti Stephen Baldwin (che nel 2006 è protagonista anche di Dark Storm) e Amy Price-Francis.

## Trama
Colpita da una meteora, la Luna rischia di andare in pezzi e distruggere la Terra. La dottoressa Lana Gale, figlia di un famoso scienziato che, invano, aveva previsto tale evento è allarmata dai rapidi cambiamenti climatici e dai grossi frammenti lunari che ricadono sul pianeta, e tenta di mobilitare i vertici dell'American Space Institute per trovare una soluzione. Una volta riuscita a convincere lo scettico Victor Stevens, senza il cui consenso non si sarebbe potuto mettere in atto l'operazione, coinvolge nel progetto l'esperto demolitore di edifici John Redding con lo scopo di imbarcarlo sullo Space Shuttle Perseus e minare la fenditura del satellite con cariche nucleari.

## Accoglienza
Il film è stato accolto in maniera generalmente negativa: il portale di cinema IMDb gli assegna 3,6/10 (basato su 1954 voti), mentre il sito aggregatore Rotten Tomatoes riporta un 9% di punteggio da parte del pubblico, basato su 581 voti.